# Armenisch-chinesische Beziehungen
Armenisch-chinesische Beziehungen beschreiben die bilateralen Beziehungen zwischen Armenien und der Volksrepublik China. Die ersten Hinweise auf Kontakte zwischen Armeniern und Chinesen finden sich in den Werken von Moses von Choren, einem Historiker des 5. Jahrhunderts, und Anania Schirakatsi, einem Mathematiker und Geographen des 6. Jahrhunderts. Die Volksrepublik China erkannte die Unabhängigkeit Armeniens am 27. Dezember 1991 an. Diplomatische Beziehungen zwischen den beiden Staaten wurden am 6. April 1992 aufgenommen. Die chinesische Botschaft in Armenien wurde im Juli 1992 eingerichtet, während die armenische Botschaft in China ihre Arbeit am 10. August 1996 aufnahm.
Lewon Ter-Petrosjan und Robert Kotscharjan, zwei ehemalige Präsidenten Armeniens, besuchten die Volksrepublik jeweils im Mai 1996 und im September 2004. Präsident Sersch Sargsjan nahm im Mai 2010 an der Eröffnungszeremonie der in Shanghai stattfindenden Weltausstellung Expo 2010 teil. Armenien wurde ebenfalls bereits von Mitgliedern des Ständigen Ausschusses des Politbüros der Kommunistischen Partei Chinas besucht, so etwa von Luo Gan im September 2003 und von Li Changchun im April 2011.

## Geschichte
Die Geschichte der armenisch-chinesischen Beziehungen reicht bis in das erste Jahrtausend nach Christus zurück. In der chinesischen Sprache wird Armenien als „Ya-mei-ni-ya“ bezeichnet. Die vier Zeichen bedeuten dabei wörtlich übersetzt „das schöne Mädchen Asiens“. In armenischen Legenden und Märchen wird China als Chenes, Chinumachin oder auch Chinastan bezeichnet. Auch in einigen antiken armenischen Schriftwerken finden sich Symbole der chinesischen Kultur, so etwa Darstellungen eines Qilins, Fenghuangs und Dharmachakras in der armenischen Bibel.
Armenier besuchten China zunächst vor allem als Händler. Sie importierten Seide, Porzellan, Jade, bestickte Stoffe und andere Güter, welche sie über die Seidenstraße nach Armenien transportierten. In China wiederum waren Medizin, Gemüse, Mineralfarben und Insekten aus Armenien gefragt. Besonders begehrt war die armenische Cochenille, welche zur Färbung chinesischer und indischer Seide genutzt wurde.
Chinesisches Porzellan und Seladonit, welches bei archäologischen Ausgrabungen in den armenischen Städten Garni, Dvin und Ani und der Festung Amberd gefunden wurde, bilden einen Beweis für den frühmittelalterlichen Handel zwischen Armenien und China.
Moses von Choren, Anania Schirakatsi, Stepanos Orbelian und König Hethum I. schrieben in ihren Werken unter anderem auch über China, sein Volk und dessen Kultur.
Zur Zeit des Mongolischen Reiches vertieften sich die Beziehungen zwischen Armenien und China, einige Armenier begannen sogar, in China zu siedeln. Im Jahre 1688 gewährte die Britische Ostindien-Kompanie den Armeniern Zugang zum chinesischen Seehandel, was es ihnen ermöglichte, unter anderem in Shanghai und Macau Seehandelzentren zu errichten.
Am 27. Dezember 1991 erkannte China offiziell die Unabhängigkeit Armeniens an. Am 6. April 1992 nahm Armenien, zusammen mit einigen Staaten Zentralasiens, diplomatische Beziehungen mit der Volksrepublik auf. Im Juli 1992 wurde die chinesische Botschaft in der Hauptstadt Armeniens, Jerewan, eingerichtet.1996 folgte die Eröffnung einer armenischen Botschaft in Peking.

## Handel und wirtschaftliche Beziehungen
Handelsvolumen zwischen Armenien und China (Millionen US-Dollar)
| Jahr | Export  | Importe (nach Herkunftsland) | Importe (nach Handelsland) |
| 2022 | 369.505 | 1.388.351                    | 698.056                    |
| 2021 | 393.183 | 551.820                      | 867.617                    |
| 2020 | 289.826 | 674.176                      | 437.285                    |
| 2019 | 193.710 | 751.429                      | 463.303                    |

### Handelsumsatz (in Millionen US-Dollar)
| Jahr | Export | Import (Ursprung) | Import (Konsignation) |
| ---- | ------ | ----------------- | --------------------- |
| 2012 | 31.2   | 399.7             | 208.1                 |
| 2011 | 16.2   | 404.2             | 209.1                 |
| 2010 | 30.8   | 404.2             | 223.3                 |
| 2009 | 17.8   | 284.6             | 130.6                 |
| 2008 | 18.1   | 382.1             | 169.3                 |
| 2007 | 7.8    | 194.7             | 84.0                  |
| 2006 | 0.4    | 111.0             | 52.5                  |
| 2005 | 9.2    | 65.5              | 27.1                  |
| 2004 | 21.7   | 38.4              | 13.3                  |
| 2003 | 4.5    | 31.4              | 8.6                   |
| 2002 | 4.0    | -                 | 10.1                  |
| 2001 | 0.0    | -                 | 7.8                   |
| 2000 | 0.5    | -                 | 5.4                   |
| 1999 | 0.0    | -                 | 4.8                   |

Die obige Tabelle zeigt, dass das Handelsvolumen zwischen Armenien und der Volksrepublik China zwar noch relativ gering, in den letzten Jahren jedoch stark angestiegen ist und 2008 einen Wert von 400 Millionen US-Dollar überschritten hat. 2009 sank das Handelsvolumen deutlich ab, wahrscheinlich aufgrund der Weltfinanzkrise von 2007 und 2008. In den darauffolgenden Jahren stieg das Handelsvolumen zwischen den beiden Staaten wieder an.
Armeniens Hauptexport bildet Erz, während China unterschiedliche Produkte nach Armenien exportiert, darunter etwa Bekleidung, Maschinerie, Chemikalien, Werkzeug, Baumaterialien und Lebensmittel.

### Industrie
Im Mai 2010 gründete die chinesische Shanxi Synthetic Rubber Group zusammen mit der armenischen Nairit LLC das Gemeinschaftsunternehmen Shanna (Shanxi-Nairit) Synthetic Rubber Co.  Der Einweihungszeremonie des Unternehmens und dem damit verbundenen Beginn seiner Produktion von Chloropren-Kautschuk in Datong wohnte auch der damalige Präsident Armeniens, Sersch Sargsjan, bei. Die Gründung des Joint Ventures fußte auf einem Abkommen, welches die beiden beteiligten Unternehmen bereits im Jahre 2003 unterzeichneten. Die Anteile der Nairit LLC an der Shanna-Compagnie betragen 40 Prozent.
Armenien und China haben mehrere bilaterale Kooperationsabkommen in den Bereichen der Landwirtschaft und der Forschung abgeschlossen. Zu diesen zählen unter anderem die „Technische Zusammenarbeit bei der qualitativen Pflanzung von Obstbäumen zwischen Armenien und Xinjiang“, der „Zentralasiatische wissenschaftlich-technische Austausch und Zusammenarbeit bezüglich Trauben“ und die „Studie von Vinylacetat und seinen Nebenprodukten“.

## Bildung und Kultur

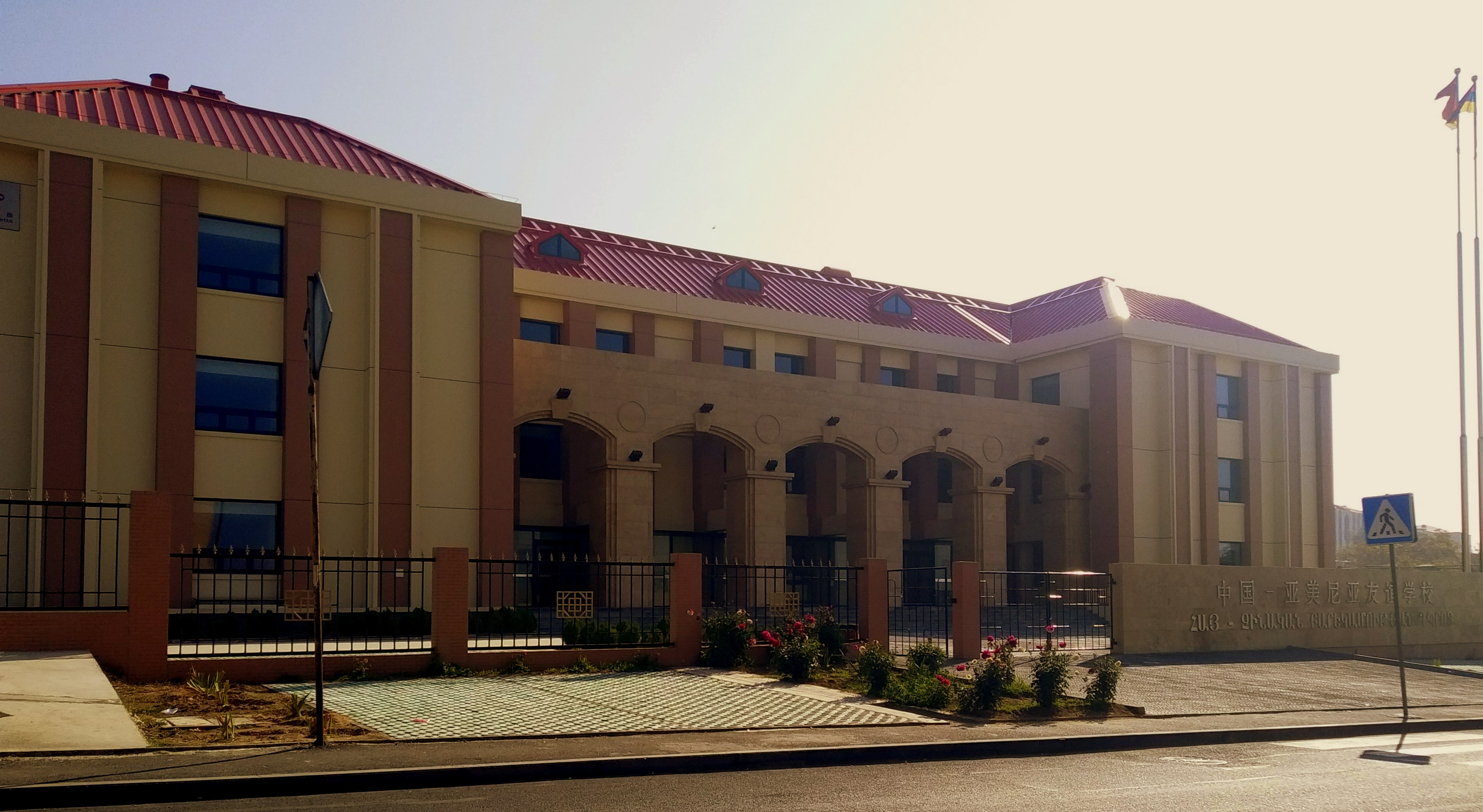
Schule der armenisch-chinesischen Freundschaft in Jerewan

Die Regierungen Armeniens und Chinas haben beschlossen, jedes Jahr 15 Austauschschüler in das jeweils andere Land zu entsenden. Es wurde jedoch noch kein Abkommen zwischen den beiden Staaten unterzeichnet, welches gewährleisten würde, dass die im Ausland erbrachten Leistungen der Schüler auch in ihrer Heimat anerkannt werden. Zurzeit existieren zudem keine direkten Flugverbindungen zwischen Armenien und China.
Jedes Jahr feiert China den Armenischen Kulturtag und auch Armenien feiert den Chinesischen Kulturtag. In deren Rahmen wird den Bürgern beider Staaten die jeweils andere Kultur beispielsweise durch Aufführungen von Theaterstücken oder Auftritten von Tanztruppen nähergebracht.
2008 eröffnete an der Staatlichen Universität Jerewans ein Konfuzius-Institut, ein weiteres wurde anderswo in Armenien eröffnet. Zudem wurde in Jerewan 2018 die Schule der armenisch-chinesischen Freundschaft eröffnet.

## Militär
In den letzten Jahren haben sich die militärischen Beziehungen zwischen Armenien und der Volksrepublik zusehends vertieft. Laut Chang Wanquan, dem ehemaligen Verteidigungsminister der Volksrepublik, zeichnen sich die Streitkräfte Armeniens und Chinas sowohl durch freundschaftliche Beziehungen als auch durch ihre pragmatische Kooperation aus. Sejran Ohanjan, dem ehemaligen Verteidigungsminister Armeniens, zufolge sieht Armenien in China einen verlässlichen Freund und Partner. Mit der kürzlichen Entwicklung der Zusammenarbeit beider Streitkräfte sei er äußerst zufrieden, zudem hoffe er in verschiedenen Bereichen auf eine weitere Vertiefung der militärischen Beziehungen.
Im Januar 2012 unterzeichneten Armenien und China ein Abkommen, welches laut dem Armenischen Verteidigungsministerium die militärische Kooperation zwischen den beiden Nationen besiegelte. 2013 erklärte das Armenische Verteidigungsministerium, dass China Armenien jährlich Militärhilfe in Höhe von 5 Millionen Yuan zukommen ließe. Noch im selben Jahr fand ein Gespräch zwischen Sejran Ohanjan, Xu Qiang, dem Vizevorsitzenden der Zentralen Militärkommission, und Chang Wanquan statt. 2013 kaufte Armenien zudem chinesische Raketen mit einer Reichweite von 130 Kilometern.

## Diplomatische Vertretungen
- Armenien unterhält eine Botschaft in Peking.
- China unterhält eine Botschaft in Jerewan.

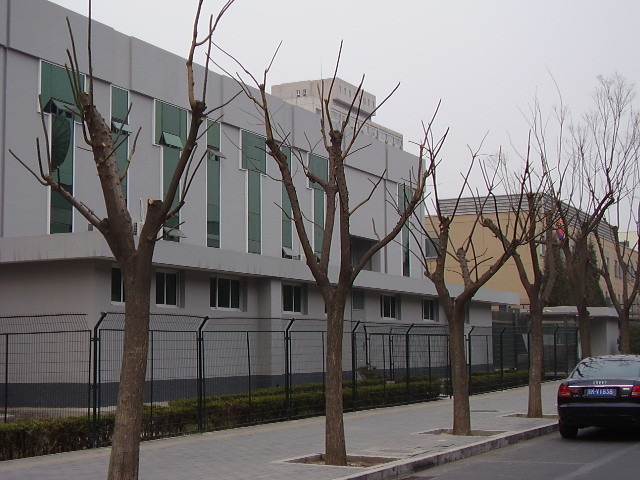
Armenische Botschaft in Peking
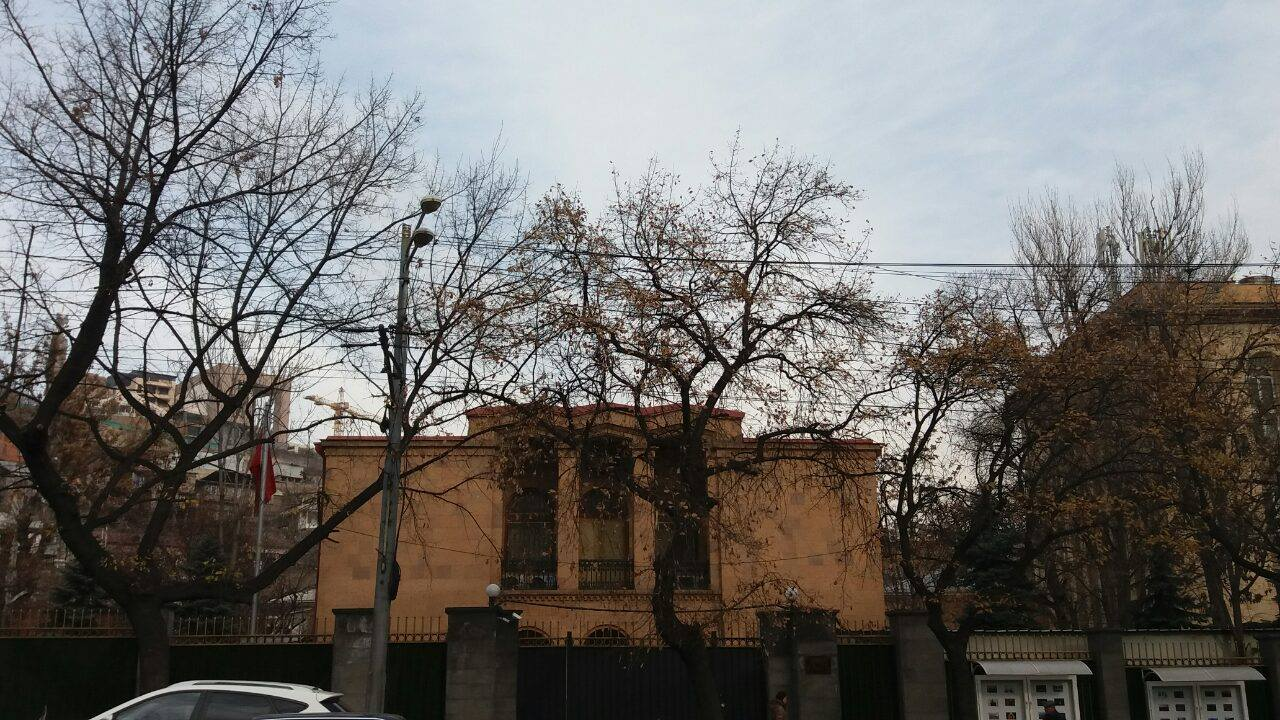
Chinesische Botschaft in Jerewan